# Alan Nelson
Alan Nelson (Las Cruces, Doña Ana megye, Új-Mexikó, 1911. december 11. – 1966. szeptember 9.) amerikai tudományos-fantasztikus író.

## Élete
A kaliforniai Oaklandban nőtt fel, az 1940-es népszámlálási adatok szerint egy állami munkaerő-közvetítő intézetnél volt interjúztató. Elsősorban novellákat, rövid történeteket írt, amelyek a Weird Tales, a Cosmopolitan és a The Magazine of Fantasy and Science Fiction című lapok hasábjain jelentek meg az 1940-es és az 1950-es években. E novellákra a téma humoros megközelítése jellemző. Ő írta Tales of Tomorrow című televíziós sorozat  1952. október 10. sugárzott The Horn című epizódja forgatókönyvét is. Magyarul Narapoia című novellája jelent meg a Galaktika 13. számában, 1975-ben.

## Fordítás
- Ez a szócikk részben vagy egészben  az   Alan Nelson című francia Wikipédia-szócikk ezen változatának fordításán alapul.  Az eredeti cikk szerkesztőit annak laptörténete sorolja fel. Ez a jelzés csupán a megfogalmazás eredetét és a szerzői jogokat jelzi, nem szolgál a cikkben szereplő információk forrásmegjelöléseként.